# Почётный знак «За заслуги перед Австрийской Республикой»
Почётный знак «За заслуги перед Австрийской Республикой» (нем. Ehrenzeichen für Verdienste um die Republik Österreich) — государственная награда Австрии, впервые учреждённая 4 ноября 1922 года и восстановленная 2 апреля 1952 года. Вручается гражданам страны и иностранцам за заслуги перед Австрией. Награждение производится президентом Австрии на основании законов, принятых Национальным собранием.

## История
После объявления в 1918 году Австрийской Республики 4 ноября 1922 года для поощрения граждан за заслуги перед государством был учреждён почётный знак «За заслуги перед Австрийской Республикой». Однако, с аннексией в 1938 году Австрии Германией, почётный знак перестали вручать. 
Закон, повторно учреждающий почётный знак «За заслуги перед Австрийской Республикой», был принят Национальным собранием Австрии в 1952 году. Федеральный Президент присуждает его по предложению соответствующего члена федерального правительства, глав Федерального или Национального собраний, в зависимости от характера награждения.
Любой гражданин вправе предложить кандидата (за исключением самого себя или близких родственников) для награждения почётным знаком. Предложения направляются в соответствующее федеральное министерство.

## Степени
- Большая звезда почётного знака «За заслуги перед Австрийской Республикой» (Особая степень Большого креста)
- Большой золотой почётный знак на ленте «За заслуги перед Австрийской Республикой» (Большой крест 1-й степени)
- Большой серебряный почётный знак на ленте «За заслуги перед Австрийской Республикой» (Большой крест 2-й степени)
- Большой золотой почётный знак со звездой «За заслуги перед Австрийской Республикой» (Большой командорский крест 1-й степени)
- Большой серебряный почётный знак со звездой «За заслуги перед Австрийской Республикой» (Большой командорский крест 2-й степени)
- Большой золотой почётный знак «За заслуги перед Австрийской Республикой» (Командорский крест 1-й степени)
- Большой серебряный почётный знак «За заслуги перед Австрийской Республикой» (Командорский крест 2-й степени)
- Большой почётный знак «За заслуги перед Австрийской Республикой» (Офицерский крест)
- Золотой почётный знак «За заслуги перед Австрийской Республикой» (Рыцарский крест 1-й степени)
- Серебряный почётный знак «За заслуги перед Австрийской Республикой» (Рыцарский крест 2-й степени)
- Золотой знак «За заслуги перед Австрийской Республикой» (Знак заслуг 1-й степени)
- Серебряный знак «За заслуги перед Австрийской Республикой» (Знак заслуг 2-й степени)
- Золотая медаль «За заслуги перед Австрийской Республикой» (Медаль заслуг 1-й степени)
- Серебряная медаль «За заслуги перед Австрийской Республикой» (Медаль заслуг 2-й степени)
- Бронзовая медаль «За заслуги перед Австрийской Республикой» (Медаль заслуг 3-й степени)

## Описание награды

### 1922—1938
Знак представлял собой лапчатый крест красной или белой эмали (в зависимости от класса).
Звезда восьмилучевая, в центре изображён крест знака.

### с 1952 года
Знак степеней «Большой крест» представляет собой мальтийский крест красной эмали, в который вписан греческий прямой крест белой эмали. Крест подвешен к подвеске в виде резного золотого государственного герба в окружении гербов федеральных земель Австрийской Республики.
Знак ордена носится на большой атласной ленте красного цвета с белой полосой посередине и узкими белыми полосками по краям.
К степени «Большая почётная звезда» полагается золотая восьмилучевая звезда, в центр которой помещён государственный герб в окружении гербов федеральных земель Австрийской Республики.
Звезда степени «Большой крест 1 степени» — восьмилучевая серебряная с золотым гербом Австрии в окружении федеральных земельных гербов в центре.
Звезда степени «Большой крест 2 степени» — восьмилучевая серебряная с серебряным гербом Австрии в окружении федеральных земельных гербов в центре.
Знак степеней «Большой офицерский крест» носится на шейной ленте. К данной степени полагается орденская звезда меньшего размера, чем у степени «Большой крест», но с тем же делением на изображения золотого и серебряного гербов.
Командорская степень повторяет степень «Большого офицерского креста», но без орденской звезды.
Знак Офицерского креста видоизменён: подвеска в виде государственного герба перемещена в центр креста.
Рыцарский крест — знак на треугольной нагрудной колодке. Различают золотую и серебряную подвески в виде государственного герба Австрии, соответственно для 1 и 2 степеней.
Кавалерский крест — знак без эмали, золотой и серебряный, соответственно для 1 и 2 степеней.
Медаль почётного знака представляет собой металлический круг, на котором вычеканен государственный герб Австрии в окружении федеральных земельных гербов. Изготавливается из золота, серебра и бронзы, в зависимости от степени.